# Jacques Portet
Pour les articles homonymes, voir Portet (homonymie).
Jacques Portet, né le 26 mai 1927 dans le 15e arrondissement de Paris et mort le 13 novembre 2009 à Compiègne, est un acteur français.

## Biographie
Il a été brièvement l'époux (1956-1960) de l'actrice Pascale Petit.

## Filmographie

### Cinéma
- 1958 : L'Ombre familière de Maurice Pialat (court métrage)
- 1958 : Philippe d'Edouard Molinaro (court métrage)
- 1958 : Les Tricheurs de Marcel Carné
- 1959 : Asphalte de Hervé Bromberger
- 1964 : La Femme spectacle de Claude Lelouch
- 1965 : Une fille et des fusils de Claude Lelouch
- 1965 : Les Grands Moments de Claude Lelouch
- 1966 : L'Amour à la mer de Guy Gilles
- 1967 : Vivre pour vivre de Claude Lelouch
- 1968 : Des garçons et des filles d'Étienne Périer
- 1968 : Adélaïde de Jean-Daniel Simon
- 1970 : Midi Minuit de Pierre Philippe
- 1970 : Le Clair de Terre de Guy Gilles
- 1970 : Ils de Jean-Daniel Simon
- 1973 : Le Feu aux lèvres de Pierre Kalfon
- 1975 : Il pleut toujours où c'est mouillé de Jean-Daniel Simon
- 1975 : Les Noces de porcelaine de Roger Coggio
- 1979 : On efface tout de Pascal Vidal

### Télévision
- 1966 : Cécilia, médecin de campagne d'André Michel (Série TV)
- 1984 : Image interdite de Jean-Daniel Simon
- 1984 : Un garçon de France de Guy Gilles